# Pri parku (Maribor)

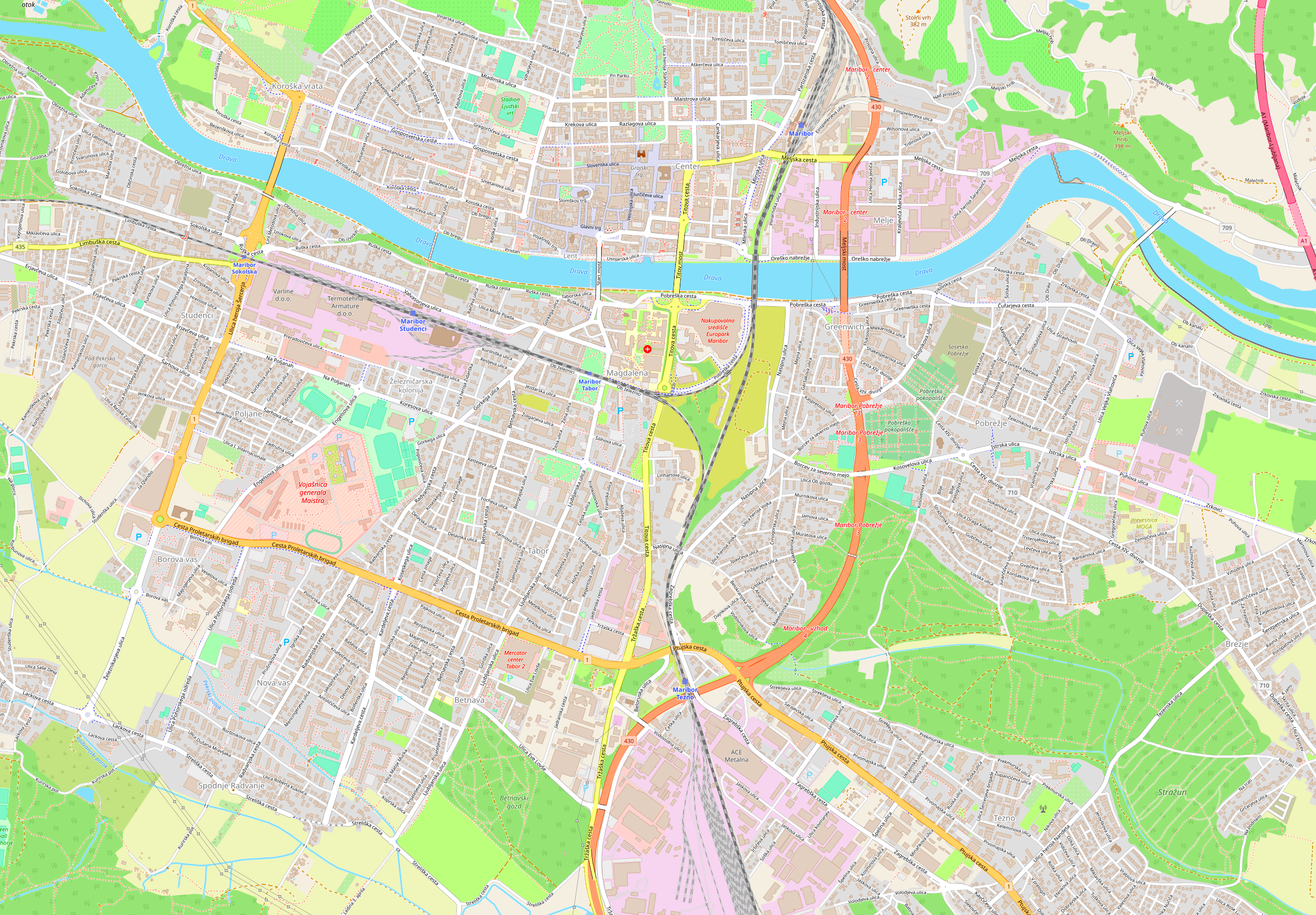

Pri parku (Am Park) ist der Name einer Straße im Stadtbezirk Center von Maribor, Slowenien.

## Geschichte
Im Jahr 1882, als der westliche Teil des Marburger Stadtparks eröffnet wurde, sowie 1941 bis 1945, erhielt die Straße an der südlichen Seite des Parks den Namen Kaiser-Josef-Straße, nach Kaiser Joseph II. (1741 bis 1790). Sie verband ursprünglich die heutigem Straßen Trubarjeva cesta und Ulica heroja Tomšiča.
Im Jahr 1919 wurde die Straße nach Miloš Obilić in Miloš Obiličeva ulica, 1938 in Ulica pri parku, ab Mai 1945 Pri parku zurück.

## Lage
Die Straße verläuft als Fahrstraße vom nördlichen Ende der Tyrševa ulica nach Osten parallel zur südlich verlaufenden Mladinska ulica am Stadtpark entlang. Als Fußweg führt sie von der Tyrševa ulica nach Westen bis zur Kreuzung mit den Straßen Trubarjeva ulica und Kamniška ulica.

## Sehenswürdigkeiten
- Stadtpark